# توم فولي
توم فولي (بالإنجليزية: Tom Foley) هو محامي ودبلوماسي وسياسي أمريكي، ولد في 6 مارس 1929 في الولايات المتحدة، وتوفي في 18 أكتوبر 2013 في نفس البلد. حزبياً، نشط في الحزب الديمقراطي.

## مناصب
- في انتخابات مجلس النواب الأمريكي 1990 [الإنجليزية]‏، انتخب عضو مجلس النواب الأمريكي عن دائرة Washington's 5th congressional district [الإنجليزية]‏ وقد انضم خلال فترته النيابية [الإنجليزية]‏ (3 يناير 1991 – 3 يناير 1993)  للكتلة البرلمانية الحزب الديمقراطي.
- في انتخابات مجلس النواب الأمريكي 1992 [الإنجليزية]‏، انتخب عضو مجلس النواب الأمريكي عن دائرة Washington's 5th congressional district [الإنجليزية]‏ وقد انضم خلال فترته النيابية [الإنجليزية]‏ (5 يناير 1993 – 3 يناير 1995)  للكتلة البرلمانية الحزب الديمقراطي.
- انتخب سفير.
- انتخب سفراء الولايات المتحدة الأمريكية في اليابان (19 نوفمبر 1997 – 1 أبريل 2001).
- انتخب الناطق باسم مجلس النواب الأمريكي (6 يونيو 1989 – 3 يناير 1995).
- انتخب عضو مجلس النواب الأمريكي.

## روابط خارجية
- توم فولي على موقع مونزينجر (الألمانية)
- توم فولي على موقع إن إن دي بي (الإنجليزية)